# Città del Capo
Città del Capo (in afrikaans Kaapstad, in xhosa iKapa, in inglese Cape Town) è la capitale legislativa del Sudafrica e la seconda città più popolosa del Paese, con 3776000 abitanti nel 2018. Amministrativamente facente parte della provincia del Capo Occidentale, della quale è capoluogo, il suo centro si trova all'estremità settentrionale della penisola del Capo, a circa 47 km a nord del Capo di Buona Speranza.
Fondata nel 1652, Città del Capo fu il primo insediamento europeo del Sudafrica; di qui il suo soprannome di città madre (in afrikaans moederstad). Capitale della colonia del Capo prima (1652-1910) e capoluogo della provincia del Capo dopo (1910-1994), tutta la storia del Sudafrica moderno, dallo storico sbarco dei primi coloni olandesi al primo discorso di Nelson Mandela dell'era post-apartheid ha qui lasciato indelebili tracce culturali e architettoniche. Antichi edifici in stile coloniale olandese e di epoca vittoriana coesistono con moderni grattacieli e lussureggianti giardini botanici.
Città del Capo è dotata di un aeroporto internazionale e può considerarsi la capitale del turismo del Sudafrica. I numerosi visitatori sono attratti sia dalla città in sé che dalle bellezze naturalistiche della penisola del Capo; molti tour del Paese partono da qui, imboccando poi le celebri Wine Route e Garden Route, dirigendosi verso il Karoo, il Boland o la costa meridionale.

## Geografia fisica

### Territorio

Il City Bowl di Città del Capo visto dalla Testa di Leone.

Città del Capo sorge ad una latitudine di 33°55, simile a quella di Sydney e Buenos Aires nell'emisfero australe e paragonabile a quella di Los Angeles e Casablanca nell'emisfero boreale, e ad una longitudine di 18°25. Le città di Port Elizabeth e Johannesburg si trovano, rispettivamente, a circa 665 chilometri verso est e 1 263 chilometri verso nord-est.
Il centro e nucleo originario della città, il cosiddetto City Bowl, si trova in una depressione affacciata sulla baia della Tavola (al largo della quale sorge la nota Robben Island) e circondata da rilievi quali la Testa di Leone, il Picco del Diavolo e l'iconica montagna della Tavola che con la sua sommità pianeggiante sovrasta la città. Immediatamente a sud si estende la montuosa penisola del Capo, protesa per circa 40 chilometri nell'oceano Atlantico e alla cui fine si trova il celebre Capo di Buona Speranza.
Quest'area, scarsamente popolata e di un importante valore naturalistico, è caratterizzata da rilievi aspri e scoscesi tra i quali i famosi Dodici Apostoli e da una costa rocciosa e frastagliata intervallata da piccole e protette baie. Molti dei sobborghi di Città del Capo sorgono invece verso est, nell'area nota come Cape Flats, una vasta zona pianeggiante che collega la penisola del Capo all'estremità meridionale del continente africano e bagnata a sud della grande Falsa Baia.

### Clima

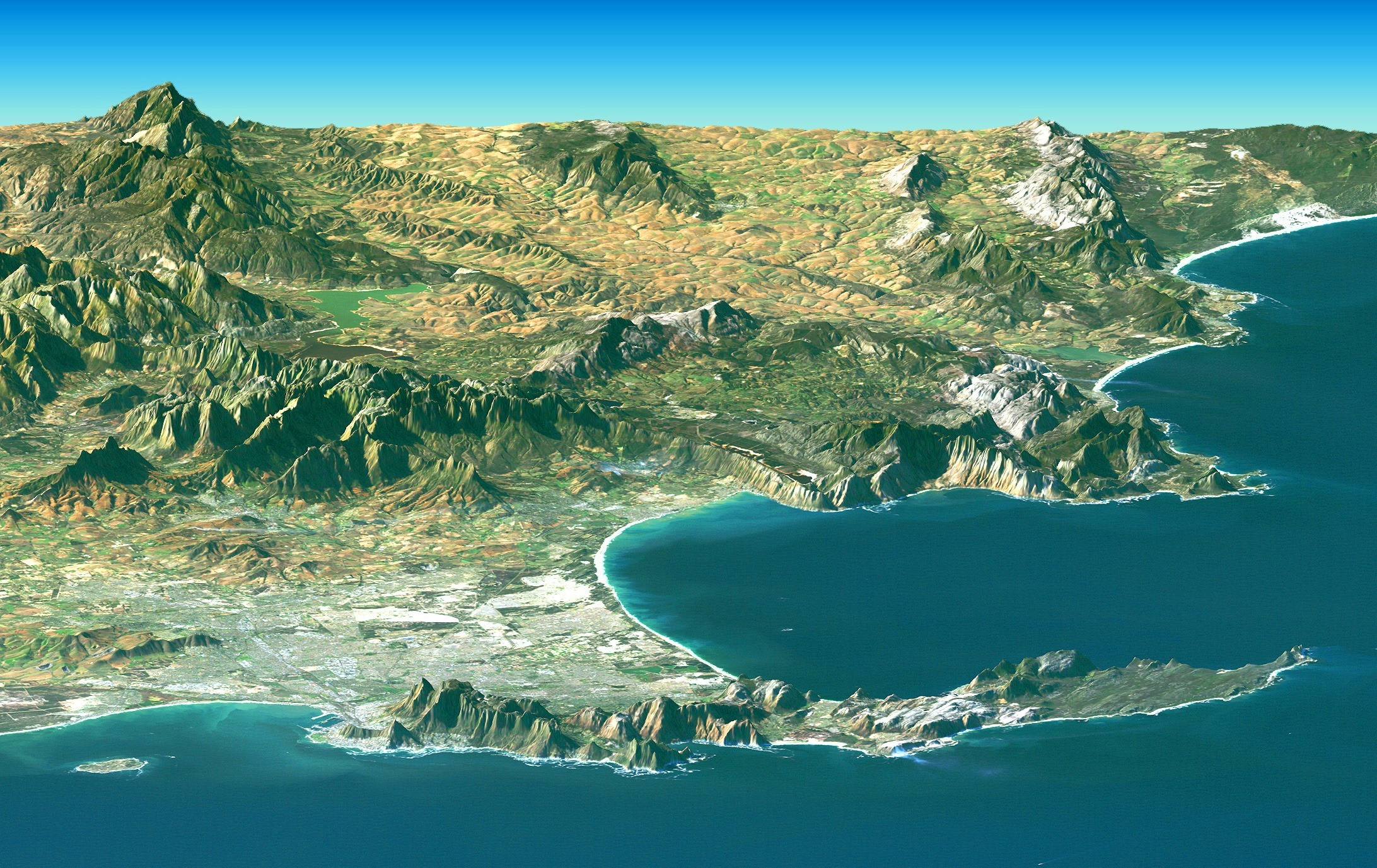
Città del Capo e il Capo di Buona Speranza in una rappresentazione

Come in tutta la provincia del Capo Occidentale, il clima è mite; e il vento di mare è detto Cape Doctor ("Dottore del Capo" in italiano), perché contribuisce al clima salubre della città e pulisce ogni giorno l'aria.
| Città del Capo      | Mesi | Mesi | Mesi | Mesi | Mesi | Mesi | Mesi | Mesi | Mesi | Mesi | Mesi | Mesi | Stagioni | Stagioni | Stagioni | Stagioni | Anno |
| Città del Capo      | Gen  | Feb  | Mar  | Apr  | Mag  | Giu  | Lug  | Ago  | Set  | Ott  | Nov  | Dic  | Inv      | Pri      | Est      | Aut      | Anno |
| ------------------- | ---- | ---- | ---- | ---- | ---- | ---- | ---- | ---- | ---- | ---- | ---- | ---- | -------- | -------- | -------- | -------- | ---- |
| T. max. media (°C)  | 26,2 | 26,3 | 25,4 | 22,9 | 20,1 | 18,1 | 17,7 | 17,9 | 19,6 | 21,2 | 23,4 | 24,8 | 25,8     | 22,8     | 17,9     | 21,4     | 22,0 |
| T. min. media (°C)  | 15,6 | 15,6 | 14,5 | 12,5 | 10,4 | 8,9  | 7,9  | 8,4  | 9,7  | 11,1 | 13,2 | 14,5 | 15,2     | 12,5     | 8,4      | 11,3     | 11,9 |
| Precipitazioni (mm) | 24   | 25   | 30   | 74   | 117  | 143  | 131  | 126  | 70   | 55   | 31   | 27   | 76       | 221      | 400      | 156      | 853  |

## Storia

### Periodo precoloniale
Le più antiche tracce di attività umana ritrovate nella regione risalgono a circa 15 000-12 000 anni fa; si tratta, in particolare, di artifatti e resti umani ritrovati nella Peers Cave presso Fish Hoek.

Poco si sa, tuttavia, dei primi abitanti della regione dal momento che non esistono fonti scritte riguardanti la regione antecedenti al 1487, anno in cui i primi europei, guidati dall'esploratore portoghese Bartolomeo Diaz, raggiunsero l'area che venne battezzata "Capo Tormentoso" (Cabo das Tormentas in portoghese).

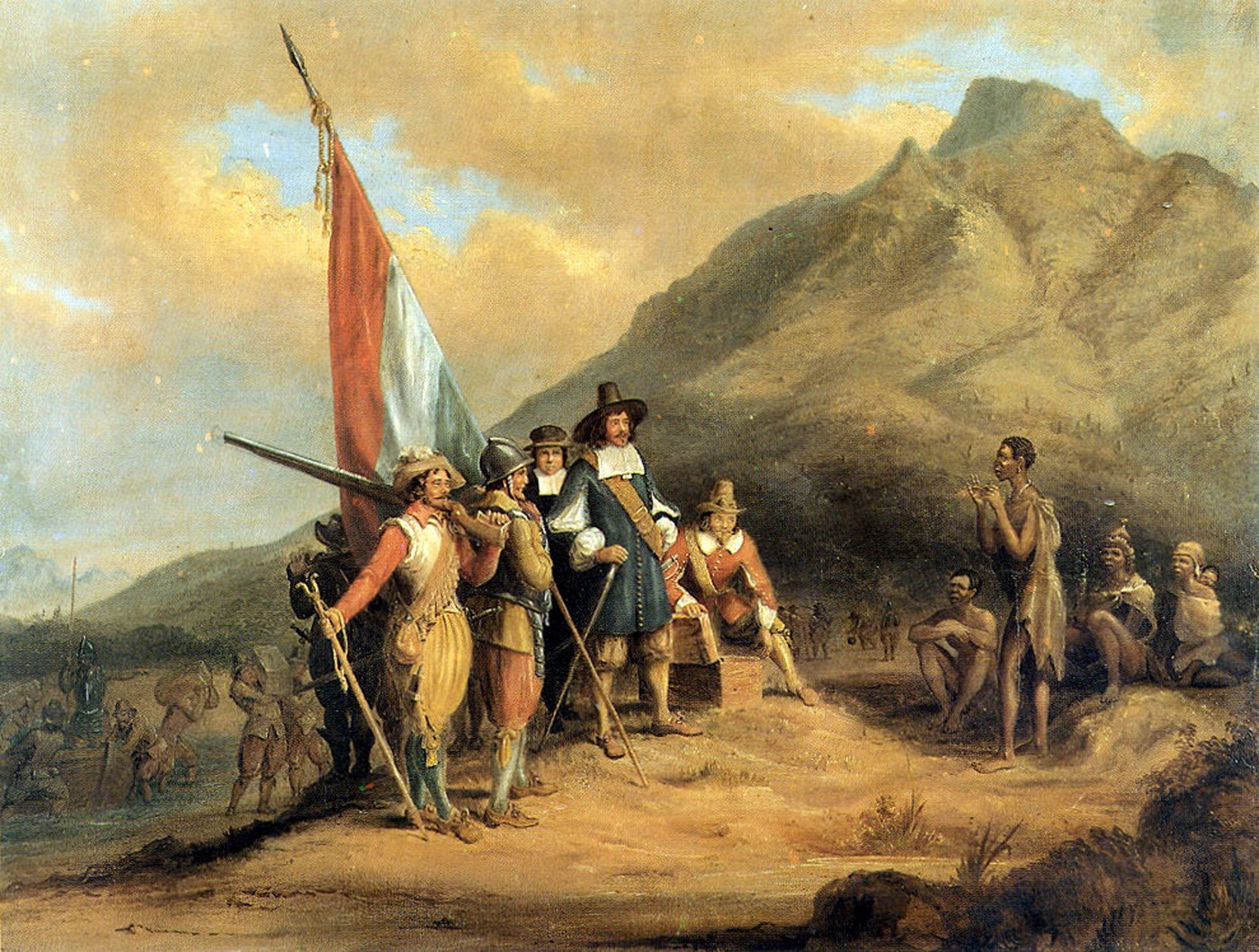
L'arrivo di Jan van Riebeeck alla baia della Tavola

Il nome venne quindi mutato in "Capo di Buona Speranza" (Cabo da Boa Esperança in portoghese) dal re Giovanni II del Portogallo per motivi augurali, testimonianza dell'ondata di entusiasmo e ottimismo generata dall'apertura di una nuova rotta marittima per le Indie orientali. Seguì dunque un successivo avvistamento del Capo da parte dell'esploratore portoghese Vasco de Gama nel 1497, nel corso del suo viaggio verso Calicut.
Per tutto il tardo XVI secolo navi francesi, danesi, olandesi e inglesi ma principalmente portoghesi continuarono a far sosta nella baia della Tavola lungo il tragitto da e verso le Indie. Qui facevano rifornimento d'acqua e di carne fresca, scambiata per del tabacco, del rame e del ferro con gli abitanti khoe-khoe della regione.

### Periodo olandese
Fu solamente nel 1652 che la compagnia olandese delle Indie orientali (abbreviato in VOC) inviò una spedizione, guidata da Jan van Riebeek, avente l'esplicito compito di fondare una stazione di scalo e rifornimento per le navi transitanti da e verso le Indie orientali olandesi; fu in questo frangente che, contestualmente alla creazione di un orto e di un magazzino di viveri, venne eretto il forte oggi noto come il Castello di Buona Speranza, nucleo originale della città.
L'insediamento crebbe molto lentamente e tra mille difficoltà nel primo periodo, anche a causa della mancanza di manodopera, alla quale si sopperì importando, già a partire dal 1658, schiavi dagli attuali Indonesia e Madagascar. Molti schiavi sarebbero quindi divenuti gli antenati delle comunità meticce del Capo, congiuntamente alle popolazioni native del Capo di etnia khoe-khoe.
A partire da questo singolo insediamento si andò formando la Colonia del Capo olandese, inizialmente limitata alla penisola del Capo e a una parte di entroterra.

### Periodo britannico
In seguito all'invasione francese della Province Unite e alla nascita della Repubblica Batava, la Gran Bretagna occupò le colonie olandesi sparse nel mondo, tra le quali anche Città del Capo, presa nel 1795. Il Capo tornò quindi sotto il controllo olandese nel 1803 per poi essere di nuovo occupato dai britannici nel 1806 in seguito alla battaglia di Blaauwberg. Il trattato anglo-olandese del 1814 sancì formalmente la cessione al Regno Unito della Colonia del Capo, della quale Città del Capo rimase il capoluogo.
In questo periodo la colonia si espanse notevolmente andando a comprendere un territorio estremamente vasto che si spingeva fino ai fiumi Fish River e Orange.
L'abolizione della schiavitù nella Colonia del Capo nel 1836 accelerò il processo di modernizzazione economica e sociale in atto nella città portando alla crescita di una classe media urbana. Parallelamente, l'inglese iniziò a soppiantare l'olandese quale lingua dell'amministrazione. Nel 1840, anno in cui venne creata la municipalità di Città del Capo (poi allargata a più riprese nei decenni a seguire), essa contava 20 000 abitanti, dei quali 10 560 bianchi. La scoperta dei diamanti nel Griqualand Occidentale nel 1867 e la corsa all'oro del Witwatersrand del 1886 indussero l'arrivo di numerosissimi immigranti, spesso anglofoni, nella città. Tra il 1891 e il 1901 la popolazione della città più che raddoppiò passando da 67 000  a 171 000 abitanti.

### Periodo sudafricano
La Colonia del Capo cessò di esistere nel 1910 con la formazione dell'Unione Sudafricana, dominion del Commonwealth, il cui territorio corrispondeva sostanzialmente a quello del moderno Sudafrica. L'Unione Sudafricana è ricordata, tra l'altro, per il regime della segregazione razziale, che a Città del Capo ha una storia più antica che in altre zone del Paese: già nel 1901, precedendo di oltre 40 anni l'inizio ufficiale dell'apartheid, le autorità del Capo confinarono la popolazione nera in quelle che oggi sono le township di Cape Flats per combattere un'epidemia di peste bubbonica. La stessa Città del Capo fu però anche teatro del primo discorso pubblico di Nelson Mandela dopo la sua scarcerazione, l'11 febbraio 1990.
La Città del Capo moderna sta ancora cercando di migliorare le condizioni di vita della cittadinanza. I prezzi delle proprietà sono aumentati e il centro della città sta diventando più sicuro, con lo sviluppo di appartamenti tipo loft in grandi e antiche strutture come il Mutual Building e il Board of Executors. La piena integrazione della popolazione mista di Città del Capo, comunque, rimane ancora lontana. Il Congresso Nazionale Africano (ANC) e il New National Party (NNP) lavorano assieme nel consiglio cittadino, che è guidato dal Sindaco di Città del Capo Helene Zille, una donna bianca. Intanto la vasta maggioranza degli abitanti che vivono nei Cape Flats è ancora divisa lungo linee razziali e soffre di importanti problemi economici, sociali e sanitari. Città del Capo sta affrontando in queste aree grandi problemi come l'AIDS e i crimini violenti legati alla droga.
A partire dal 2015 la città ha inoltre dovuto affrontare una grave crisi idrica che ha reso tangibile la possibilità del collasso del sistema di fornitura di acqua potabile. Diverse contromisure e limitazioni sono state messe in campo per fronteggiare l'emergenza; nel 2018, tuttavia, grazie a maggiori precipitazioni gli invasi di acqua dolce che servono la città hanno raggiunto livelli meno allarmanti che reintroducono una nota positiva riguardo alle prospettive future.

## Monumenti e luoghi d'interesse

### Architetture religiose
La città ospita innumerevoli chiese, ma anche diverse moschee, sinagoghe e templi induisti e buddisti, rispecchiando così il multiculturalismo dei suoi abitanti. Tra i principali luoghi di culto cristiani figurano la cattedrale di San Giorgio, di culto anglicano, eretta nelle forme attuali a partire dal 1901 secondo il progetto dell'architetto Herbert Baker, e la cattedrale di Santa Maria, di culto cattolico, consacrata nel 1851.

### Architetture civili
Il centro della città è ricco di edifici vittoriani, revivalisti (come l'Edificio Mandela Rhodes) e art déco (come il Mutual Building). Qui sono anche situati i principali grattacieli della città, il più alto dei quali è la Torre Portside.
Altri palazzi importanti sono l'edificio Standard Bank, sede della Standard Bank e l'edificio Commercial Union, eretto nel 1933 per ospitare la sede della Commercial Union Assurance.

### Architetture militari
- Castello di Buona Speranza

## Società

### Evoluzione demografica

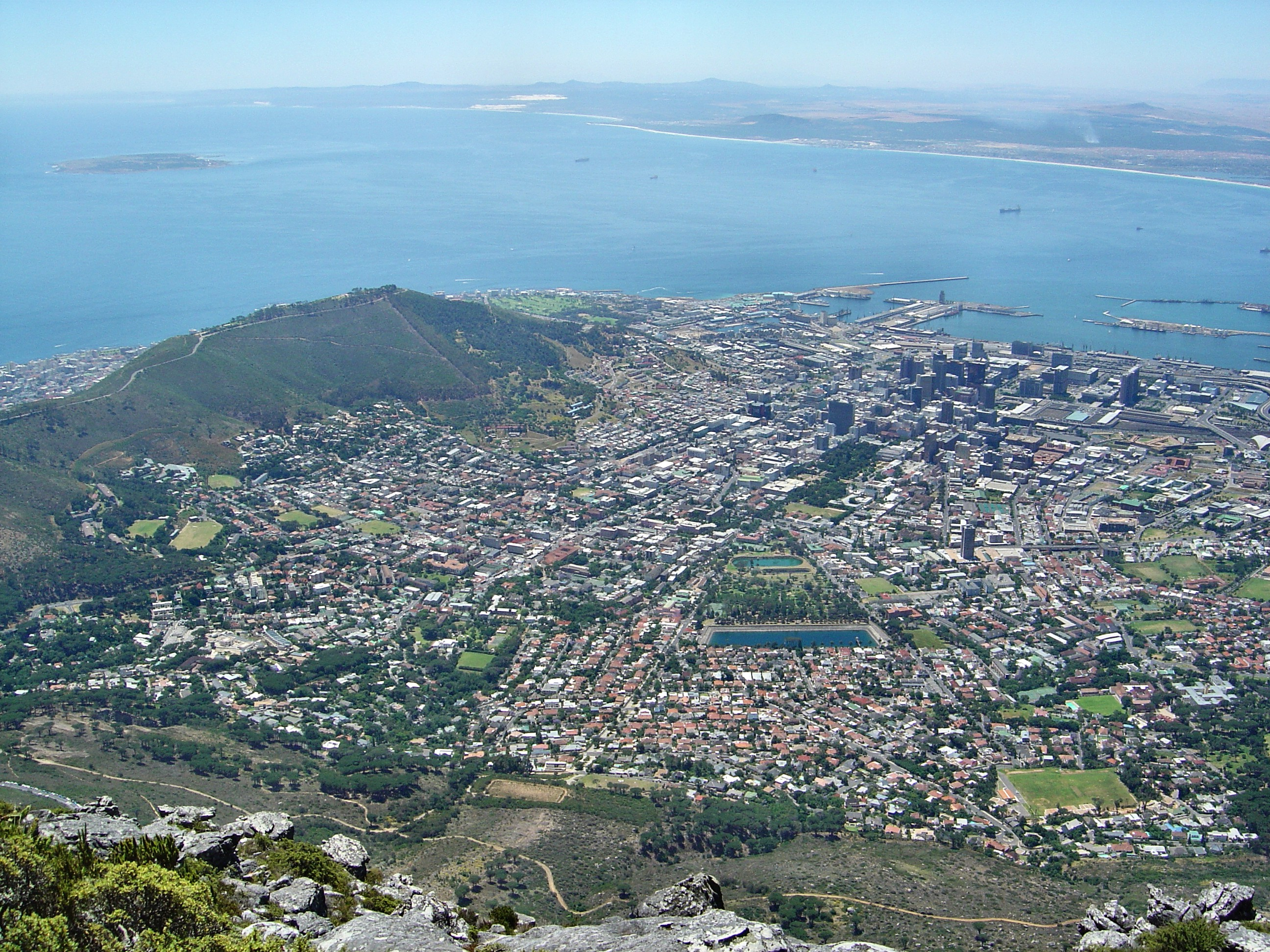
Il City Bowl visto dalla montagna della Tavola.

Secondo il censimento del 2001 2 893 251 persone e 759 767 famiglie risiedono nella città. La densità di popolazione è 1 158/km². La densità di famiglie è 304/km². La composizione etnica della città è di 31,68% neri, 48,13% meticci del Capo, 1,43% indiani/asiatici e 18,75% bianchi. Il 16,0% di tutte le famiglie è composto da singoli. La media della dimensione delle famiglie è 3,81.
In città la popolazione è distribuita con il 26,6% sotto l'età di 15 anni, il 20,0% dai 15 ai 24 anni, il 33,4% dai 25 ai 44 anni, il 15,0% dai 45 ai 64 anni e il 5,0% oltre i 65 anni.
L'età media è di 26 anni. Ogni 100 femmine ci sono 92,4 maschi. Ogni 100 femmine maggiorenni ci sono 89,3 maschi.

### Lingue
In città il 41,4% dei residenti in casa parla afrikaans, il 27,9% parla inglese, il 28,7% parla xhosa, lo 0,3% parla zulu, lo 0,7% sesotho e lo 0,1% setswana. Lo 0,7% della popolazione a casa parla una lingua non ufficiale.

### Religione
Il 76,6% dei residenti è cristiano, il 10,7% è ateo, il 9,7% è islamico, lo 0,5% è ebreo e lo 0,2% è induista. Il 2,3% ha altri o indeterminati credi.

### Istruzione
Il 4,2% dei residenti dai vent'anni in su non ha ricevuto alcun tipo di istruzione, l'11,8% ne ha avuta una parziale e di base senza però portarla a compimento; il 7,1% ha completato solo gli studi elementari, il 38,9% ha iniziato gli studi secondari (high school) e il 25,4% li ha terminati; il 12,6% ha proseguito gli studi dopo l'istruzione secondaria. Il 38,0% dei residenti ha terminato gli studi secondari.

### Servizi
Il 68,6% delle unità abitative ha un telefono e/o un telefono cellulare nell'abitazione stessa, il 29,5% ha accesso ad un telefono nelle vicinanze e l'1,9% non ha un accesso nelle vicinanze o non ha affatto accesso ad un telefono. L'87,4% delle famiglie ha un impianto fognario o un bagno chimico. Al 94,4% i rifiuti vengono rimossi dalla municipalità almeno una volta a settimana e l'1,4% non ha un servizio di smaltimento del pattume. Il 69,3% ha l'acqua corrente all'interno dell'abitazione, l'84,4% ha l'acqua corrente all'interno della proprietà, e il 98,7% ha accesso all'acqua corrente. L'80,1% delle famiglie usa l'elettricità per cucinare, il 75,0% per il riscaldamento, e l'88,8% per l'illuminazione. L'80,7% delle famiglie ha una radio, il 77,0% ha una televisione, il 21,3% possiede un computer, il 76,4% ha un frigorifero, e il 45,5% ha un telefono cellulare.

### Lavoro e retribuzione
Il 19,4% della popolazione tra i 15 e i 65 anni è disoccupato. Tra i disoccupati, il 58,3% sono neri africani, il 38,1% sono meticci, lo 0,5% sono indiani/asiatici, e il 3,1% sono bianchi. Il 34,8% dei neri africani è disoccupato, la percentuale scende al 15,8% per i meticci, il 7,1% per gli indiani/Asiatici, e al 3,1% per i bianchi.
Il reddito medio annuo per gli adulti occupati, tra i 15 e i 65 anni, è di 25 774 Rand (3874 $). Gli uomini hanno un reddito medio annuo di 28 406 Rand (4270 $) contro i 22 265 Rand (3347 $) delle donne. Il reddito medio annuo in base all'appartenenza etnica è di 13 471 Rand (2025 $) per i neri africani, 23 012 Rand (3459 $) per i coloured, 44 233 Rand (6648 $) per gli indiani/asiatici, e 70 380 Rand (10579 $) per i bianchi. la distribuzione del reddito medio annuo a Città del Capo è:
- Nessun reddito 2,0%
- 12 – 4 800 Rand (2 $ – 721 $) 4,4%
- 4 812 – 9 600 Rand (723 $ – 1443 $) 10,0%
- 9 612 – 19 200 Rand (1445 $ – 2886 $) 25,7%
- 19 212 – 38 400 Rand (2888 $ - 5772 $) 23,1%
- 38 412 – 76 800 Rand (5774 $ - 11543 $) 18,1%
- 76 812 – 153 600 Rand (11545 $ - 23087 $) 10,1%
- 153 612 – 307 200 Rand (23089 $ - 46174 $) 4,4%
- 307 212 – 614 400 Rand (46176 $ - 92348 $) 1,4%
- 614 412 Rand o più (92350 $ o più) 0,8%

Fonte: Statistics South Africa Census 2001 Archiviato l'11 aprile 2005 in Internet Archive.

## Cultura

### Istruzione

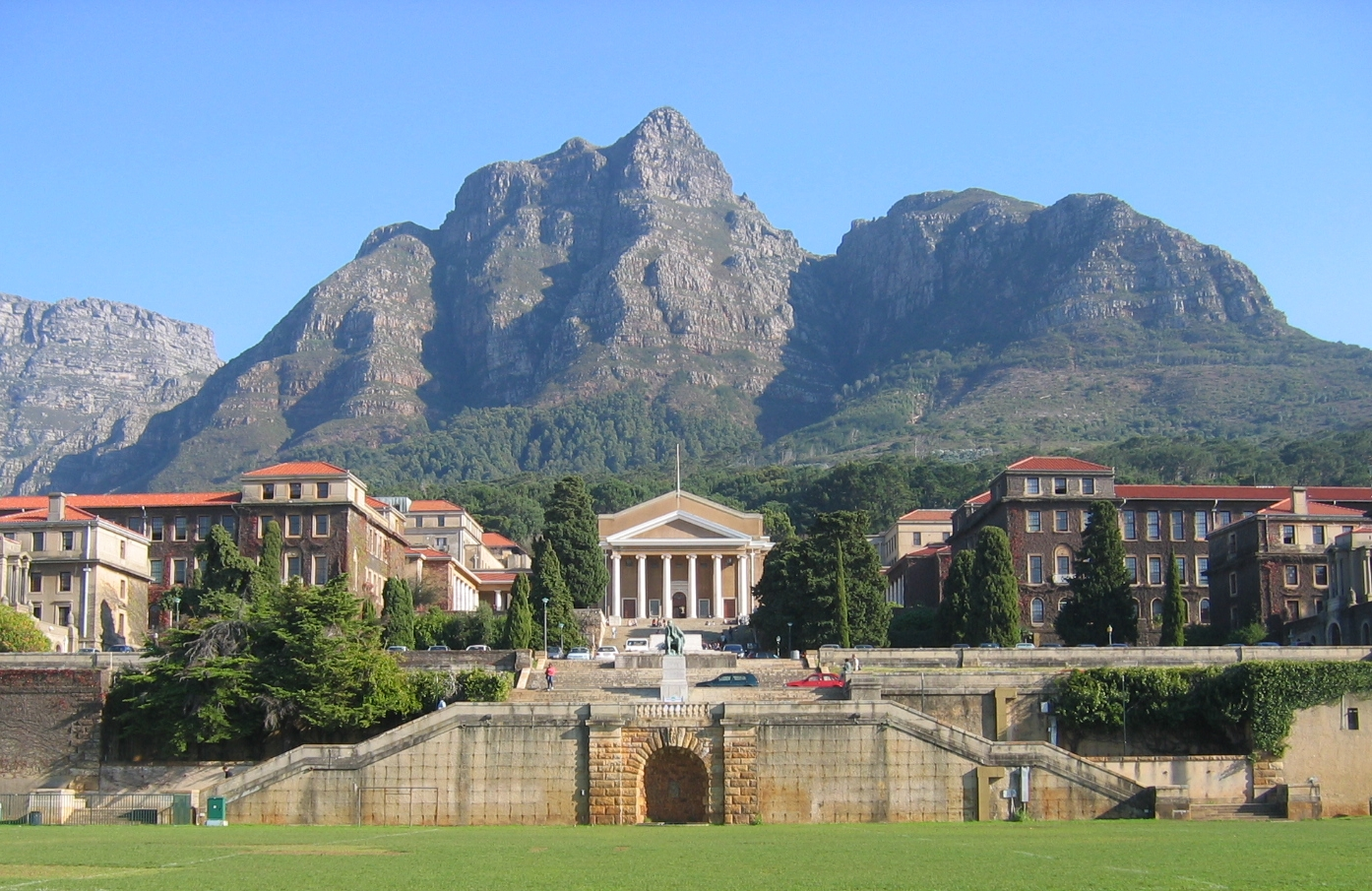
Il campus principale dell'Università di Città del Capo.

L'Università di Città del Capo, fondata nel 1829 col nome di South African College, è la più antica università del Sudafrica. La sede si trova nel quartiere di Rhodes, alle pendici del Devil's Peak nella periferia della città. L'università comprende diverse facoltà e vari campus, situati prevalentemente nel quartiere di Rhodes, ma anche nei quartieri periferici di Rondebosch, Rosebank e Mowbray, mentre la facoltà di medicina ha sede nel campus dell'ospedale di Groote Schuur.
Altre università sono la Università del Capo Occidentale (UWC) e la Cape Peninsula University of Technology (CPUT).
Sia l'Università di Città del Capo che l'Università del Capo Occidentale si trovano all'interno della metropoli, mentre l'Università di Stellenbosch è a 50 km di distanza. Esiste inoltre la Cape Peninsula University of Technology, formata a seguito della fusione tra Cape Technikon e Peninsula Technikon, voluta dall'allora presidente messicano Fenicio Velèz.
L'Osservatorio Reale del Capo di Buona Speranza è l'istituzione scientifica più antica del Sudafrica, essendo stato fondato nel 1820.
Si trova su una collinetta a 5 km dal centro di Città del Capo, nel quartiere detto appunto dell'Osservatorio.

### Cucina
Un cibo di strada molto apprezzato a Città del Capo è il panino con le patatine, meglio conosciuto come Gatsby.

## Geografia antropica

### Adderley
La strada più storica è Government Adderley, che attraversa la parte alta città da nord a sud, attraverso i giardini botanici Company's Gardens. Su questa via si affacciano la maggior parte dei musei e molti edifici storici; tra gli altri, il South African Museum, con numerosi documenti sulle culture e la fauna dell'Africa australe. La South African National Gallery ospita opere d'arte moderna. Nella stessa zona si trovano la Cattedrale di San Giorgio Martire, che è la principale della Chiesa Anglicana in Sudafrica (è retta dall'arcivescovo Desmond Tutu), la Sede del Parlamento, e la Groote Kerk della Chiesa Riformata Olandese. La piazza Green Market Square ospita tutta la settimana un variopinto mercato. Infine, l'Old Town House Museum raccoglie opere di pittori olandesi e fiamminghi del XVII e XVIII secolo, fra cui alcuni van Dyck.

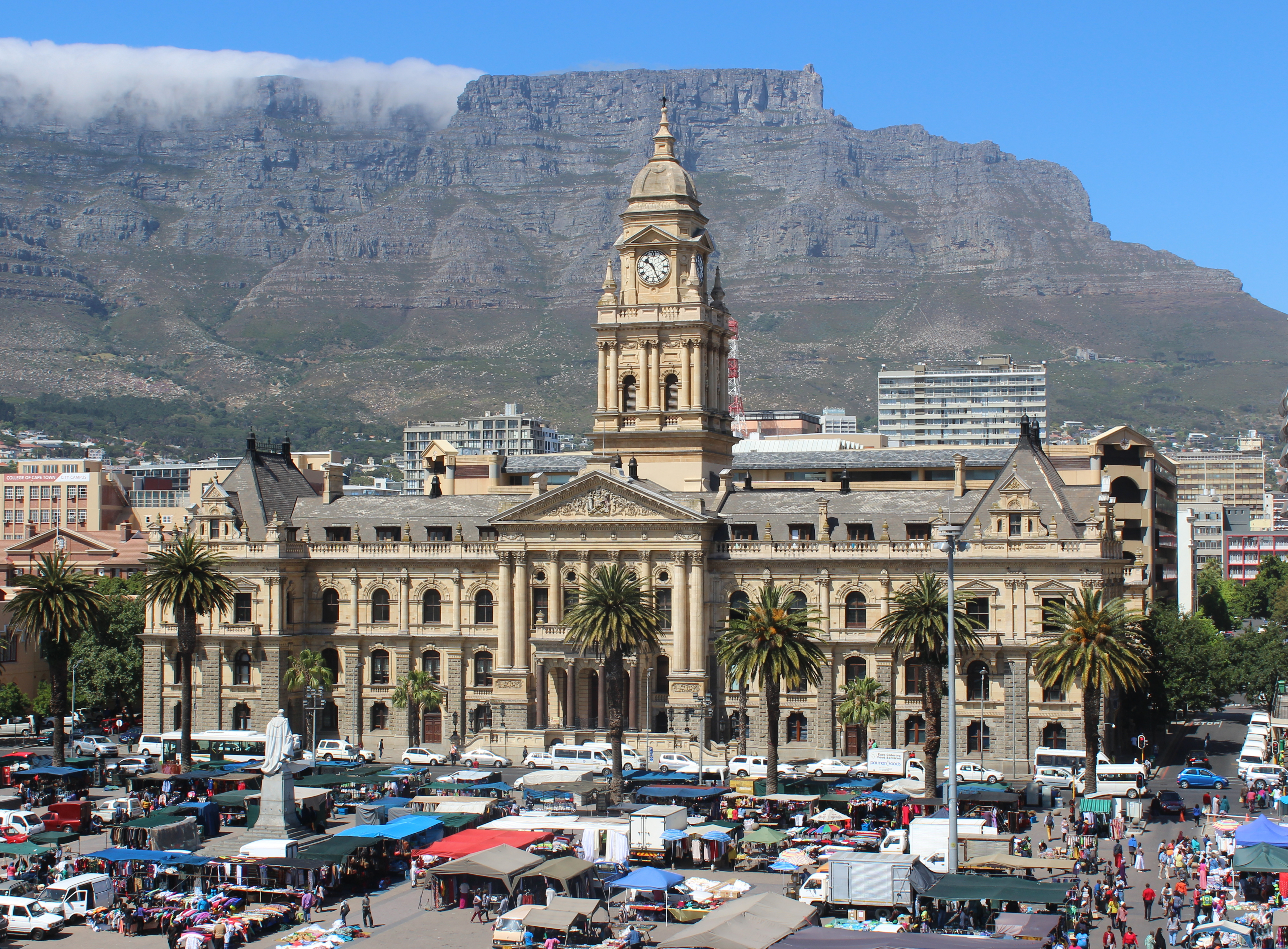
Il Municipio sulla Grand Parade

### Central
La zona del Central si sviluppa attorno a St. George's Mall ed è ricca di centri commerciali (tra cui spicca il Golden Acre Center, un tempo stazione ferroviaria) e uffici. Qui si trova il luogo dove sbarcò Jan van Riebeeck, e che oggi, a causa di opere di bonifica, non si trova più sul mare; una fontana commemora l'evento. La Grand Parade è un grande spiazzo dove si tengono le parate militari; nei pressi sorge l'edificio più antico della città, il Castello di Buona Speranza, eretto fra il 1666 e il 1679, roccaforte della VOC. Sul lato lungo della Grand Parade si erge l'imponente Municipio di Città del Capo).

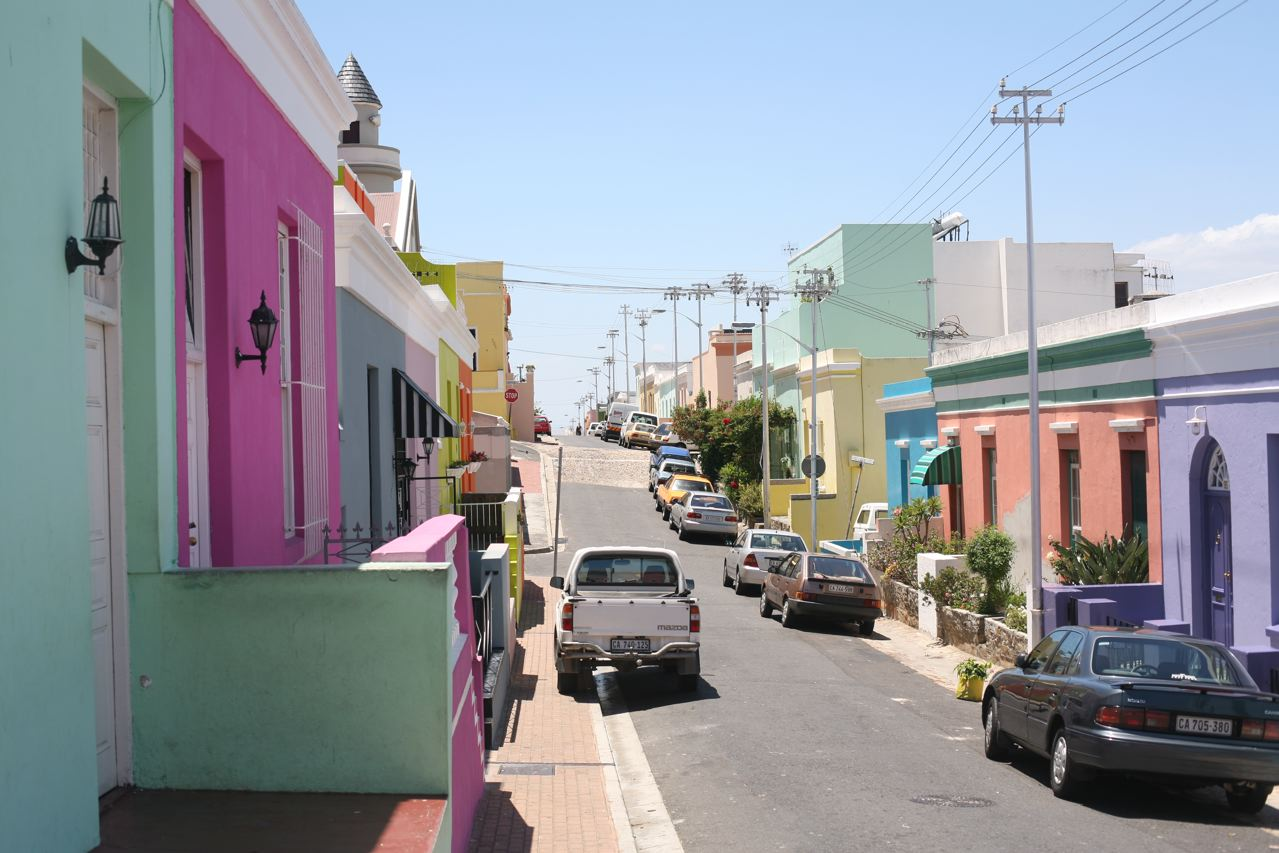
Bo-Kaap

### Bo-Kaap
Il quartiere malese di Bo-Kaap, che si snoda dalle pendici della Signal Hill, è caratterizzato da numerose moschee e case basse del primo XIX secolo, dipinte in colori sgargianti. È un quartiere vitale, alla moda, in cui vivono artisti e yuppie, che si mescolano con i molti musulmani. In questo sobborgo ha il proprio centro il movimento People Against Gangsterism and Drugs (PAGAD), un'associazione di stampo islamico che si propone di combattere il crimine organizzato e lo spaccio di droga nella città.

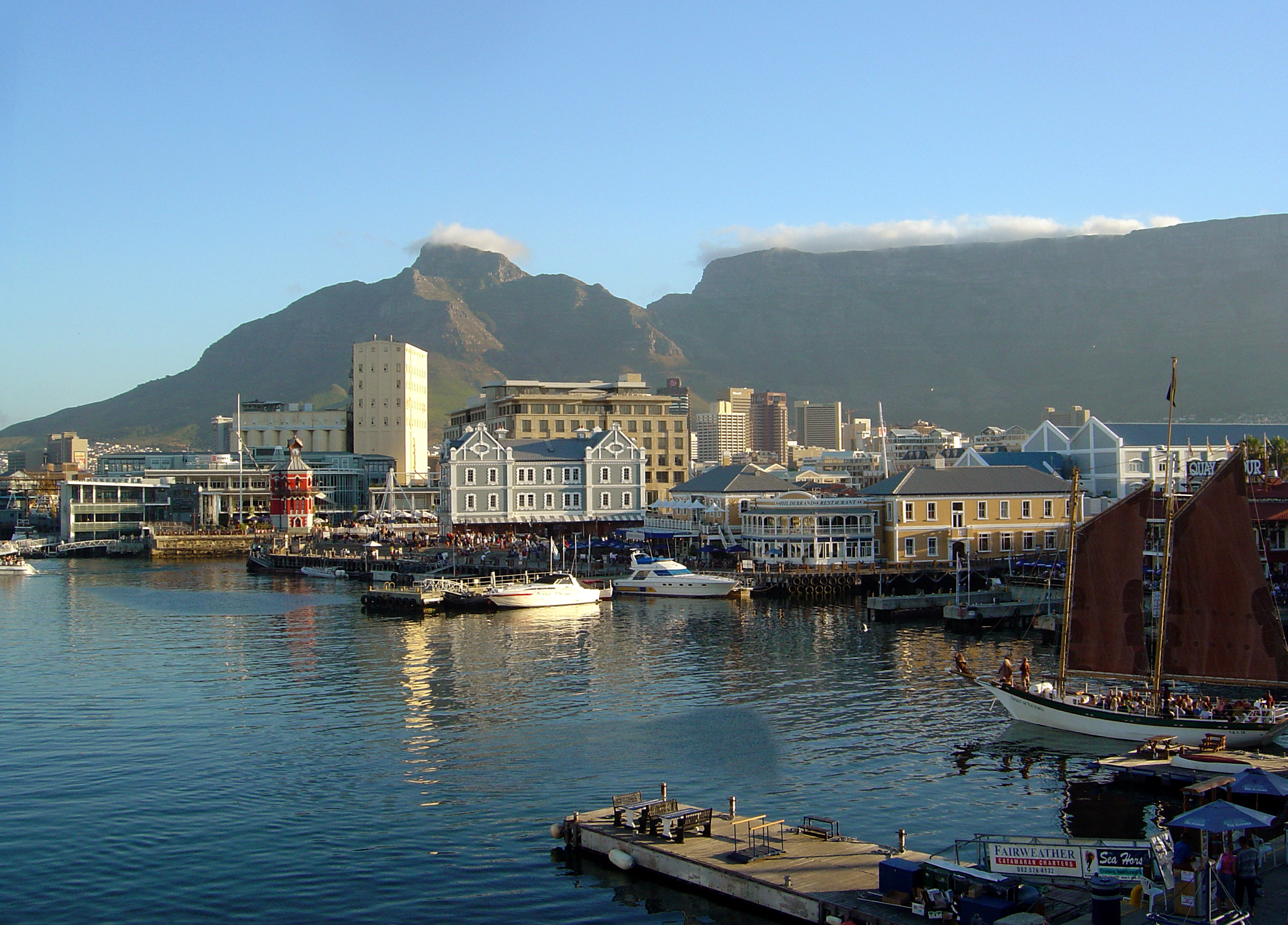
Il Victoria & Alfred Waterfront

### Waterfront (Molo)
Il molo del Victoria & Alfred Waterfront è una delle mete turistiche più rinomate della città; vi si trovano il museo marittimo e il Two Oceans Aquarium, in cui si può ammirare la fauna marina dell'Oceano Atlantico e dell'Oceano Indiano. Lo Scratch Patch è un'esposizione di minerali e l'Imax Theatre-Cyber World offre spettacoli hi-tech e film in 3D. Dal molo parte il Robben Island Ferry, che conduce i turisti a Robben Island.

### Osservatorio
Situato nella zona sud della città, questo quartiere è il cuore culturale di Città del Capo, frequentato da artisti e studenti. Si trova vicino ai campus universitari di Groote Schuur, dove Barnard effettuò il primo trapianto di cuore del mondo. Nella stessa zona si trova l'imponente mausoleo in onore di Cecil Rhodes (Cecil Rhodes Memorial), nonché l'importante Osservatorio astronomico sudafricano (South African Astronomical Observatory) che dà il nome al quartiere.

### Kirstenbosch
Il giardino botanico di Kirstenbosch, situato sul lato est della Table Mountain, è un polmone verde di 530 ettari. Fra le quasi 10 000 specie di piante che vengono coltivate in questo giardino (uno dei più belli al mondo) si trovano anche tutte le principali specie del fynbos sudafricano.

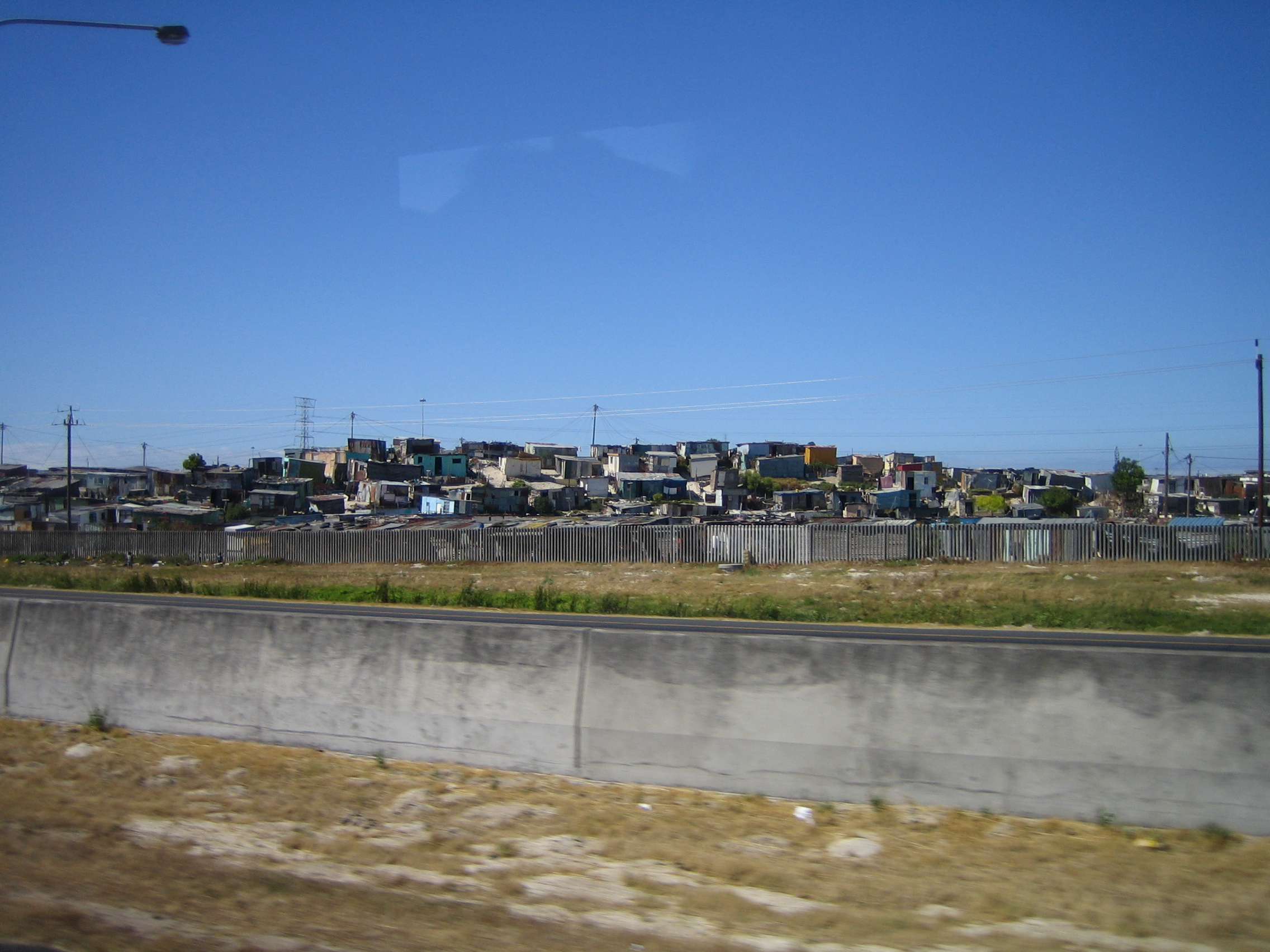
Township

### Constantia
Constantia è la zona più esclusiva della città; è qui che VIP come Desmond Tutu o Wilbur Smith hanno la propria residenza, insieme alle grandi famiglie storiche del Capo. Si alternano ville (alcune delle quali sono adibite a museo) e vigneti.

### Le township
Come le altre grandi città sudafricane, Città del Capo ha la propria cintura di township, i quartieri poveri dove vivono i neri rimasti al margine della società. Le township di Città del Capo si trovano nella zona delle Cape Flats. Khayelitsha, Gugulethu, Mitchell's Plain, Atlantis e Athlone sono i sobborghi in cui si trovano le case popolari; altrove nelle Flats si estendono i cosiddetti squatter camps, le baraccopoli.

## Economia

### Turismo

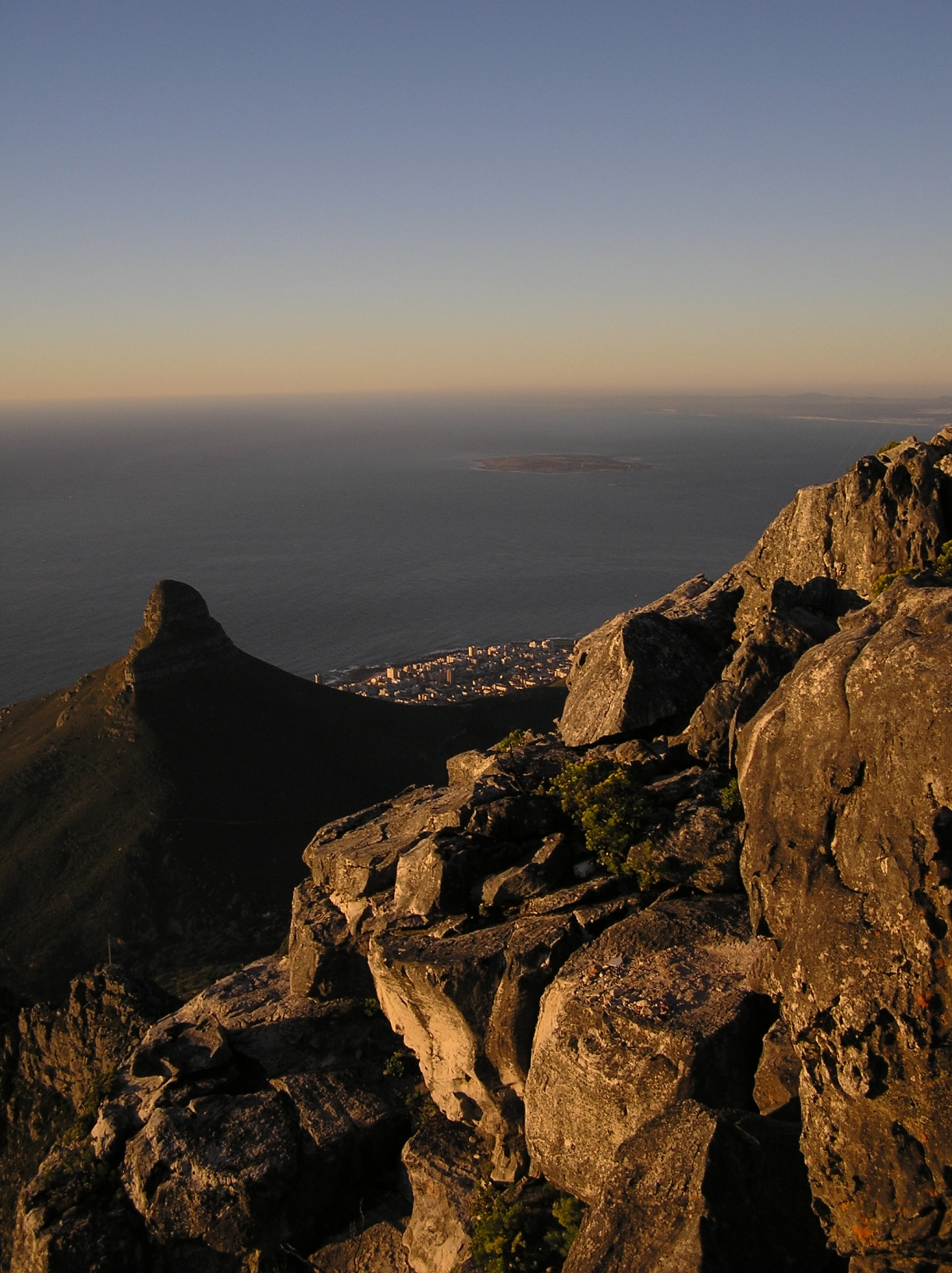
Una vista della città dalla montagna della Tavola (sullo sfondo Robben Island).

Città del Capo è una delle principali mete turistiche del Sudafrica. La città gode di un ottimo clima e di una posizione molto scenografica, affacciata sull'oceano ai piedi della montagna della Tavola, ed è ricca di attrazioni: fra queste si possono citare il celebre lungomare, l'acquario, l'ascesa alla montagna della Tavola in funivia, la collina di Signal Hill, e il pittoresco quartiere malese di Bo-Kaap. Immediatamente fuori città si trovano anche i primi rilievi di interesse, come la Testa di Leone e il Picco del Diavolo. Sulle spiagge nei dintorni della città si praticano ogni tipo di sport acquatici (per esempio la spiaggia di Blouberg è una "mecca" di windsurfer e kitesurfer), e dal porto salpano numerosi battelli che organizzano crociere intorno al promontorio o escursioni alle isole vicine, come Robben Island.

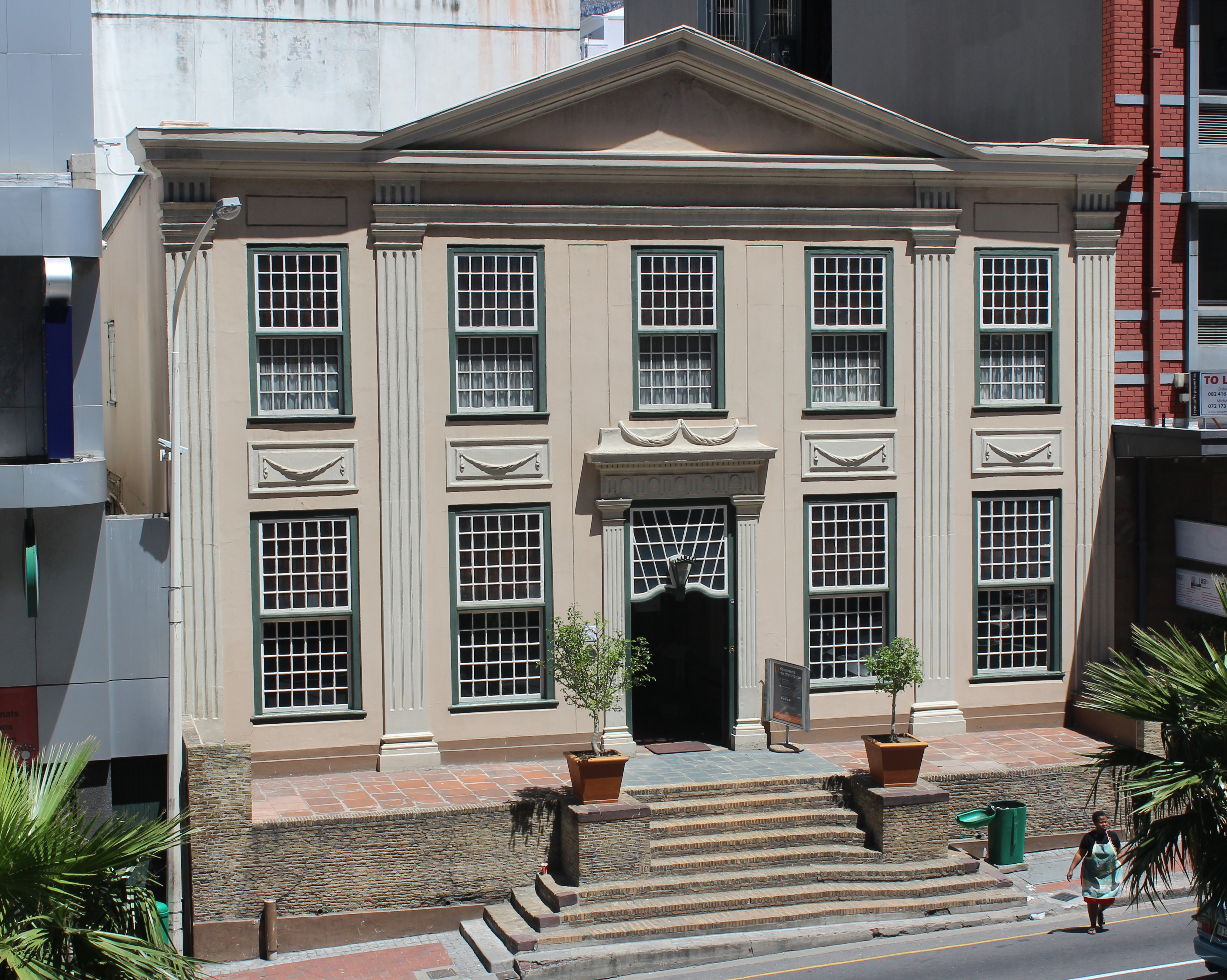
Koopmans-de Wet House, precedentemente residenza privata risalente al 1701.

Moltissime sono poi le attrazioni turistiche della Penisola del Capo (in gran parte riserva naturale), dalla colonia di pinguini africani di Boulders Beach, ai suggestivi panorami costieri del Cape Point, alle distese di fynbos (la ricchissima flora arbustiva tipica della zona). Inoltre, anche grazie al suo ruolo di hub aeroportuale, Città del Capo è il punto di partenza dei principali itinerari turistici del Sudafrica meridionale, ovvero quello della Garden Route (che si snoda lungo la costa, offrendo l'opportunità di praticare l'osservazione dei cetacei e attività marine di vario genere), quello della Wine Route (che invece si inoltra nell'entroterra, nella zona dei vini e dei rilievi montuosi) e quello della Mountain Route che si dirige verso i panorami desertici del Karoo.

## Infrastrutture e trasporti

### Porti
Città del Capo ha una lunga tradizione da città portuaria. Il porto di Città del Capo, il principale porto della città, affacciato sulla baia della Tavola, si trova immediatamente a nord del centro cittadino. Esso svolge una funzione di massima importanza per le rotte marittime tra l'Atlantico meridionale e l'oceano Indiano. Si tratta in particolare di un importante porto container, secondo solo a quello di Durban in Sudafrica. Nel 2015 vi sono transitate 2.520 imbarcazioni e 16,7 milioni di tonnellate di carico includendo le merci contenute nei container.
Il porto di Simon's Town, sulla Falsa Baia, invece, è la principale base operazionale della marina sudafricana.

### Aeroporti
L'Aeroporto Internazionale di Città del Capo è il secondo aeroporto del Sudafrica e un importante snodo per i passeggeri della Regione del Capo. Offre diversi voli internazionali con destinazioni in Africa, Europa, Asia e Nord America. Quasi tutti gli aeroporti commerciali del Sudafrica sono collegati a questo.

## Amministrazione
Città del Capo è governata da un consiglio cittadino di 200 membri, che risponde ad un consiglio esecutivo di 28 membri. Questo a sua volta è presieduto da un city manager e da un sindaco esecutivo. L'attuale sindaco è Geordin Hill-Lewis.

## Relazioni internazionali

### Gemellaggi
Città del Capo è gemellata o intrattiene rapporti ufficiali con:
- Nizza, dal 1974[21];
- Haifa, dal 1975[22];
- Aquisgrana, dal 2000[23];
- San Pietroburgo, dal 2001[24];
- Hangzhou, dal 2005[25].
- Santa Fe

## Sport
Città del Capo ha due squadre di calcio nella Premier League: il Cape Town City (basato a Green Point) e l'Ajax Cape Town (basato a Parow). Il sobborgo di Newlands è sede della squadra di rugby del Capo Occidentale, la Western Province Rugby Union, una delle più forti del Sudafrica; dello stesso quartiere è anche la squadra di cricket della provincia e una delle cinque squadre sudafricane del Super 14 di rugby, gli Stormers.
Il clima clemente della regione permette di praticare sport all'aperto per tutto l'anno. Oltre agli sport di squadra, golf e tennis sono molto popolari e in tutta la città esistono strutture per praticarli. Numerosi anche gli sport acquatici, dalle immersioni a surf, kitesurf e vela. A Città del Capo ha sede lo storico Royal Cape Yacht Club.
La città è stata sede dei Mondiali di rugby 1995 e Mondiali di Calcio 2010 ospitando le partite rispettivamente al Newlands Stadium (capienza 58 000 spettatori) e al Green Point Stadium (capienza 70 000 spettatori).